# Макгроу, Чарльз
Чарльз Макгроу (англ. Charles McGraw), настоящее имя Чарльз Баттерз (англ. Charles Butters) (10 мая 1914 года — 30 июля 1980 года) — американский актёр, известный киноролями 1940-50-х годов.
«Макгроу играл как главные роли, так и роли второго плана, особенно в фильмах нуар. Его скрипучий, сиплый голос и грубые черты лица привлекали к нему интерес этого стильного жанра, где он исполнял роли как копов, например, в фильмах „Узкая грань“ (1952) и „Ограбление инкассаторской машины“ (1950), так и киллеров, например, в „Убийцах“ (1946)». Звёздным часом Макгроу стала роль озлобленного, но «правильного» детектива, которому было поручено защищать героиню Мэри Виндзор в нуаровой классике «Узкая грань».
Вклад Макгроу в кинематограф был отмечен звездой на Голливудской «Аллее славы».

## Биография

### Ранние годы жизни и начало кинокарьеры
Чарльз Макгроу родился 10 мая 1914 года в городе Де-Мойн, штат Айова. Во время Второй мировой войны Макгроу служил в армии, после чего начал актёрскую карьеру.
Большую роль в карьере Макгроу сыграла его внешность. «Обладая сиплым голосом, каменным лицом и суровым видом, Макгроу записал на свой счёт десятки ролей в кино и на телевидении, часто изображая стражей закона или армейских офицеров, а также странных изворотливых гангстеров».

### Кинокарьера в 1940—1950-е годы
Чарльз Макгроу впервые появился на экране в 1943 году в эпизодических ролях без указания его имени в титрах в таких фильмах, как «Луна опустилась», «Корвет К-225», «Два билета до Лондона» и «Сегодня мы наступаем на Кале».
Макгроу обратил на себя внимание в 1946 году, когда он и Уильям Конрад сыграли пару киллеров, запугивающих людей в забегаловке маленького городка в начале фильма «Убийцы» (1946).
«Первоначально казалось, что Макгроу проведёт свою кинокарьеру, погрязнув в мире злодейства и преступности, но во время работы на студии РКО в конце 1940-х и начале 1950-х годов, актёр поднялся до уровня ведущего артиста, исполняющего нетрадиционные, увлекательные роли».
В этот период Макгроу сыграл главные роли в фильмах нуар «Угроза» (1949), «Ограбление инкассаторской машины» (1950), «Препятствие» (1951), «Узкая грань» (1952) и «Лазейка» (1954), в вестернах «Гром над равниной» (1954) и «Джо Дакота» (1957), а также в фантастической драме «Навстречу неизвестному» (1956).
Особое внимание на себя обратил его «справедливый и решительный коп, лейтенант Джим Корделл, который преследует вооружённых бандитов в нуаре „Ограбление инкассаторской машины“» (1950). В нуаре «Препятствие» (1951) он сыграл роль честного страхового следователя, из любви ставшего вором. Его самым памятным образом в кино стал «угрюмый и раздражительный полицейский детектив, сержант Уолтер Браун, которому поручено защищать жену главного мафиози, которая должна выступить свидетельницей на процессе против мафии (Мэри Виндзор) в классическом нуаре „Узкая грань“ (1952)».
К числу заметных фильмов нуар этого периода, в которых Макгроу сыграл роли второго плана, относятся «Грубая сила» (1947), «Агенты казначейства» (1947), «Длинная ночь» (1947), «Гангстер» (1947), «Берлинский экспресс» (1948), «Переулок» (1949), «Инцидент на границе» (1949), «История Молли Х» (1949) и «Женщина его мечты» (1951). В этот период Макгроу также запомнился ролью командира корабля в военной драме о Корейской войне «Мосты у Токо-ри» (1954), а также жестокого капитана полиции в получившем широкое признание триллере Стенли Крамера «Не склонившие головы» (1958).

### Кинокарьера в 1960—1970-е годы
В 1960-70-е годы Макгроу не отступил от своего амплуа хмурого, рычащего и бросающего грозные взгляды крутого парня, сыграв целую серию качественных характерных ролей. В частности, в эпической картине «Спартак» (1960) он сыграл тренера гладиаторов Марцелла, который «издевается над рабом в исполнении Кирка Дугласа», в психологическом хорроре Хичкока «Птицы» (1963) он сыграл небольшую роль рыбака в закусочной, а в звёздной комедии «Это безумный, безумный, безумный, безумный мир» (1963) предстал в образе измученного офицера полиции, лейтенанта Мэтьюза, помогающего герою Спенсера Трейси вести расследование.
В 1969 году Макгроу сыграл небольшие роли в криминальной драме Ричарда Брукса «Хладнокровное убийство» (1967), в криминальном триллере «Маятник» (1969) и в антивоенной драме «Джонни взял ружье» (1971), а в 1975 году запомнился ролью проповедника в культовой антиутопии «Мальчик и его собака» (1975).

### Работа на телевидении
Макгроу продолжил сниматься на телевидении в ролях «эпатирующего, пренебрегающего условностями героя». В 1954-55 годах Макгроу сыграл заглавную роль Майка «Сокола» Уоринга в 39-серийном детективном телесериале «Приключения Сокола», а в 1955 году исполнил богартовскую роль владельца ресторана Рика Блейна в телесериале «Касабланка» (1955)".
На протяжении 1950-70-х годов Макгроу продолжал играть разовые роли в отдельных сериях многочисленных популярных телесериалов, среди них телевестерны «Жизнь и смерть Уайатта Эрпа» (1960), «Бонанза» (1962—1969), «Виргинец» (1963), «Дымок из ствола» (1964—1971), криминальный триллер «Неприкасаемые» (1959—1963), детектив «Айронсайд» (1972) и триллер «Миссия невыполнима» (1973).

## Смерть
Чарльз Макгроу умер 30 июля 1980 года в возрасте 66 лет, в результате несчастного случая в своём доме в Студио-сити, штат Калифорния. Поскользнувшись в душевой комнате, он упал и разбил стеклянную дверь, порезав себе руку, рана оказалась смертельной. Его прах был развеян над Тихим океаном.
В конце 2007 года Алан К. Роуд написал биографию актёра, изданную под названием «Чарльз Макгроу: биография крутого парня фильма нуар». Книга рассказывает о его частной жизни, включая многолетний брак с женщиной евразийского происхождения, службу в армии во время Второй мировой войны, кинокарьеру и историю его смерти.

## Фильмография
| Год        | Русское название                               | Оригинальное название                  | Примечание               | Роль                                            |
| ---------- | ---------------------------------------------- | -------------------------------------- | ------------------------ | ----------------------------------------------- |
| 1942       | Бессмертное чудовище                           | The Undying Monster                    |                          | Страд Страдвик (в титрах не указан)             |
| 1943       | Луна опустилась                                | The Moon is Down                       |                          | Оле (в титрах не указан)                        |
| 1943       | Корвет К-225                                   | Corvette K-225                         |                          | Главный инженер (в титрах не указан)            |
| 1943       | Истребитель                                    | Destroyer                              |                          | Помощник главного инженера (в титрах не указан) |
| 1943       | Два билета до Лондона                          | Two Tickets to London                  |                          | Хендрик (в титрах не указан)                    |
| 1943       | Сегодня наступаем на Кале                      | Tonight We Raid Calais                 |                          | Немецкий капрал (в титрах не указан)            |
| 1943       | Механизированное патрулирование                | Mechanized Patrolling                  | Короткометражка          | Капрал Макгроу                                  |
| 1943       | Они пришли взорвать Америку                    | They Came to Blow Up America           |                          | Зеллербах                                       |
| 1943       | Безумный упырь                                 | The Mad Ghoul                          |                          | Гэррити                                         |
| 1944       | Самозванец                                     | The Impostor                           |                          | Менессье                                        |
| 1944       | Седьмой крест                                  | The Seventh Cross                      |                          | Олбрайт (в титрах не указан)                    |
| 1946       | Убийцы                                         | The Killers                            |                          | Эл                                              |
| 1947       | Агенты казначейства                            | T-Men                                  |                          | Мокси                                           |
| 1947       | Гангстер                                       | The Gangster                           |                          | Дьюгэс                                          |
| 1947       | Розы красные                                   | Roses Are Red                          |                          | Дюк Арно                                        |
| 1947       | По старой испанской тропе                      | On the Old Spanish Trail               |                          | Гарри Блейзделл                                 |
| 1947       | Длинная ночь                                   | The Long Night                         |                          | Полицейский Стивенс                             |
| 1947       | Преступная сделка                              | The Big Fix                            |                          | Армистон                                        |
| 1947       | Дочь фермера                                   | The Farmer’s Daughter                  |                          | Фишер, подручный Финли (в титрах не указан)     |
| 1947       | Грубая сила                                    | Brute Force                            |                          | Энди (в титрах не указан)                       |
| 1948       | Кровь на Луне                                  | Blood on the Moon                      |                          | Мило Свит                                       |
| 1948       | Угроза                                         | Hazard                                 |                          | Чик                                             |
| 1948       | Преследуемая                                   | The Hunted                             |                          | Детектив                                        |
| 1948       | Берлинский экспресс                            | Berlin Express                         |                          | Полковник Джонс (в титрах не указан)            |
| 1949       | История Молли Х                                | The Story of Molly X                   |                          | Капитан Брин                                    |
| 1949       | Переулок                                       | Side Street                            |                          | Стэнли Саймон                                   |
| 1949       | Угроза                                         | The Threat                             |                          | Арнольд «Ред» Клюгер                            |
| 1949       | Инцидент на границе                            | Border Incident                        |                          | Джефф Эмбой                                     |
| 1949       | Господство террора                             | Reign of Terror                        |                          | Сержант                                         |
| 1949       | Ещё раз, моя дорогая                           | Once More, My Darling                  |                          | Герман Шмельц, шофёр                            |
| 1950       | Ограбление инкассаторской машины               | Armored Car Robbery                    |                          | Лейтенант Джим Корделл                          |
| 1950       | Я был магазинным воришкой                      | I Was a Shoplifter                     |                          | Детектив                                        |
| 1950       | Ма и Па Кеттл отправляются в город             | Ma and Pa Kettle Go to Town            |                          | Стрелок Майк Мангер                             |
| 1951       | Препятствие                                    | Roadblock                              |                          | Джо Питерс                                      |
| 1951       | Женщина его мечты                              | His Kind of Woman                      |                          | Томпсон / рассказчик                            |
| 1951       | Череп и кости                                  | Double Crossbones                      |                          | Капитан Бен Уикетт                              |
| 1952       | Минута до нуля                                 | One Minute to Zero                     |                          | Бейкер                                          |
| 1952       | Узкая грань                                    | The Narrow Margin                      |                          | Детектив, сержант Уолтер Браун                  |
| 1953       | Гром над равниной                              | Thunder Over the Plains                |                          | Бен Вестман                                     |
| 1953       | Парадная форма                                 | War Paint                              |                          | Сержант Кларк                                   |
| 1953       | Видео театр «Люкс»                             | Lux Video Theatre                      | Телесериал (1 эпизод)    |                                                 |
| 1953       | Мистер и миссис Норт                           | Mr. & Mrs. North                       | Телесериал (1 эпизод)    | Ковак                                           |
| 1953- 1954 | Кавалькада Америки                             | Cavalcade of America                   | Телесериал (2 эпизода)   |                                                 |
| 1953, 1961 | Театр «Дженерал Электрик»                      | General Electric Theater               | Телесериал (2 эпизода)   |                                                 |
| 1954       | Мосты у Токо-Ри                                | The Bridges at Toko-Ri                 |                          | Капитан ВМФ Уэйн Ли                             |
| 1954       | Лазейка                                        | Loophole                               |                          | Гас Слэвин                                      |
| 1954-1956  | Приключения Сокола                             | Adventures of the Falcon               | Телесериал (39 эпизодов) | Майк Уоринг (Сокол)                             |
| 1955       | Свистун                                        | The Whistler                           | Телесериал (2 эпизода)   |                                                 |
| 1955       | «Уорнер бразерс» представляет                  | Warner Brothers Presents               | Телесериал (2 эпизода)   |                                                 |
| 1955-1956  | Касабланка                                     | Casablanca                             | Телесериал (4 эпизода)   | Рик Блейн                                       |
| 1956       | Башня жестокости                               | The Cruel Tower                        |                          | Гарри «Стреч» Клэй                              |
| 1956       | Навстречу неизведанному                        | Toward the Unknown                     |                          | Полковник «Микки» МакКи                         |
| 1956       | Очистить территорию                            | Away All Boats                         |                          | Лейтенант Майк О’Бэннон                         |
| 1957       | Убийство на Десятой авеню                      | Slaughter on Tenth Avenue              |                          | Лейтенант Энтони Восник                         |
| 1957       | Джо Баттерфлай                                 | Joe Butterfly                          |                          | Сержант Джим МакНалти                           |
| 1957       | Джо Дакота                                     | Joe Dakota                             |                          | Кэл Мур                                         |
| 1957       | Конфликт                                       | Conflict                               | Телесериал (1 эпизод)    | Коршак                                          |
| 1957       | Перекрёстки                                    | Crossroads                             | Телесериал (2 эпизода)   | Маус Моррисон                                   |
| 1958       | Не склонившие головы                           | The Defiant Ones                       |                          | Капитан Фрэнк Гиббонс                           |
| 1958       | Сумерки богов                                  | Twilight for the Gods                  |                          | Йэнси                                           |
| 1958       | Оседлай ветер                                  | Saddle the Wind                        |                          | Ларри Венейблс                                  |
| 1959       | Человек в сети                                 | The Man in the Net                     |                          | Шериф Стив Риттер                               |
| 1959       | Чудесная страна                                | The Wonderful Country                  |                          | Доктор Херберт Джей Стовэлл                     |
| 1959       | Джонни Стаккато                                | Johnny Staccato                        | Телесериал (1 эпизод)    | Лестер Принс                                    |
| 1959       | Посредники                                     | Troubleshooters                        | Телесериал (1 эпизод)    | Хагеб                                           |
| 1959       | Отель де Пари                                  | Hotel de Paree                         | Телесериал (1 эпизод)    | Мартин Вуд                                      |
| 1959-1961  | Помощник шерифа                                | The Deputy                             | Телесериал (1 эпизод)    | Джонни Дин                                      |
| 1959-1963  | Неприкасаемые                                  | The Untouchables                       | Телесериал (4 эпизода)   |                                                 |
| 1960       | Симаррон                                       | Cimarron                               |                          | Боб Юнтис                                       |
| 1960       | Спартак                                        | Spartacus                              |                          | Марцелл                                         |
| 1960       | Шоссе 66                                       | Route 66                               | Телесериал (1 эпизод)    | Джефф Грэйди                                    |
| 1960       | Триллер                                        | Thriller                               | Телесериал (1 эпизод)    | Шериф Клифф Райтс                               |
| 1960       | Человек из Блэкхока                            | The Man from Blackhawk                 | Телесериал (1 эпизод)    | Мэтт Кловис                                     |
| 1960       | Жизнь и житие Уайатта Эрпа                     | The Life and Legend of Wyatt Earp      | Телесериал (1 эпизод)    | Том Бэрроуз                                     |
| 1960       | Детективы                                      | The Detectives                         | Телесериал (1 эпизод)    | Майк Андерс                                     |
| 1961       | Новая порода                                   | The New Breed                          | Телесериал (1 эпизод)    | Доктор Камерон Хилл                             |
| 1961       | Шоу Дика Пауэлла                               | The Dick Powell Show                   | Телесериал (1 эпизод)    | Старик                                          |
| 1961       | Ларами                                         | Laramie                                | Телесериал (1 эпизод)    | Маршал Джим Крейг                               |
| 1961       | Данте                                          | Dante                                  | Телесериал (1 эпизод)    | Фрэнк Мэддерн                                   |
| 1961       | Истории Ширли Темпл                            | Shirley Temple’s Storybook             | Телесериал (1 эпизод)    | Джош                                            |
| 1961       | Вслед за Солнцем                               | Follow the Sun                         | Телесериал (1 эпизод)    | Руди Дрисколл                                   |
| 1961, 1963 | Доктор Килдэр                                  | Dr. Kildare                            | Телесериал (2 эпизода)   | Руди Дрисколл                                   |
| 1962       | Горизонтальный лейтенант                       | The Horizontal Lieutenant              |                          | Полковник Чарльз Коротни                        |
| 1962       | Сотня Кейна                                    | Cain’s Hundred                         | Телесериал (1 эпизод)    | Ёрл Клэгг                                       |
| 1962       | 87-й полицейский участок                       | 87th Precinct                          | Телесериал (1 эпизод)    | Даглас Кинг                                     |
| 1962       | Караван повозок                                | Wagon Train                            | Телесериал (1 эпизод)    | Сержант Кайл                                    |
| 1962, 1969 | Бонанза                                        | Bonanza                                | Телесериал (2 эпизода)   |                                                 |
| 1963       | Это безумный, безумный, безумный, безумный мир | It’s a Mad, Mad, Mad, Mad World        |                          | Лейтенант Мэтьюз                                |
| 1963       | Птицы                                          | The Birds                              |                          | Себастиан Шоулз, рыбак в кафе                   |
| 1963       | Час Альфреда Хичкока                           | The Alfred Hitchcock Hour              | Телесериал (1 эпизод)    | Доктор Саймон Оливер                            |
| 1963       | Виргинец                                       | The Virginian                          | Телесериал (1 эпизод)    | Большой Джон Белдон                             |
| 1963       | Лейтенант                                      | The Lieutenant                         | Телесериал (1 эпизод)    | Сержант Эрни Трэгг                              |
| 1964       | Ночной кошмар в Чикаго                         | Nightmare in Chicago                   | Телефильм                |                                                 |
| 1964       | Дестри                                         | Destry                                 | Телесериал (1 эпизод)    | Хэтч                                            |
| 1964       | Путешествие на дно океана                      | Voyage to the Bottom of the Sea        | Телесериал (1 эпизод)    | Контр-адмирал Тобин                             |
| 1964       | Путешествие Джейми МакФитерза                  | The Travels of Jaimie McPheeters       | Телесериал (1 эпизод)    | Дэн Карвер                                      |
| 1964       | Гриндл                                         | Grindl                                 | Телесериал (1 эпизод)    | Стив                                            |
| 1964       | Сансет-Стрип, 77                               | 77 Sunset Strip                        | Телесериал (1 эпизод)    | Лейтенант Джек Старки                           |
| 1964-1965  | Театр саспенса «Крафт»                         | Kraft Suspense Theatre                 | Телесериал (1 эпизод)    |                                                 |
| 1964-1965  | Театр саспенса «Крафт»                         | Kraft Suspense Theatre                 | Телесериал (2 эпизода)   | Гарри Брокман                                   |
| 1964-1971  | Дымок из ствола                                | Gunsmoke                               | Телесериал (3 эпизода)   |                                                 |
| 1965       | Бен Кейси                                      | Ben Casey                              | Телесериал (1 эпизод)    | Джо Крили                                       |
| 1965       | Человек по имени Шинандоэ                      | A Man Called Shenandoah                | Телесериал (1 эпизод)    | Шериф Хоббс                                     |
| 1965       | Боб Хоуп представляет Театр «Крайслер»         | Bob Hope Presents the Chrysler Theatre | Телесериал (1 эпизод)    | Сержант Госс                                    |
| 1966       | Бежать ради жизни                              | Run for Your Life                      | Телесериал (1 эпизод)    | Сэм                                             |
| 1967       | Хладнокровное убийство                         | In Cold Blood                          |                          | Текс Смит                                       |
| 1967       | Беспокойная душа                               | The Busy Body                          |                          | Фред Харвелл                                    |
| 1967       | Человек из АНКЛ                                | The Man from U.N.C.L.E.                | Телесериал (1 эпизод)    | Жюль Каттер                                     |
| 1967       | Хондо                                          | Hondo                                  | Телесериал (1 эпизод)    | Генерал Ратлидж                                 |
| 1967-1968  | Защитник Джадд                                 | Judd for the Defense                   | Телесериал (2 эпизода)   |                                                 |
| 1968       | Вздёрни их повыше                              | Hang 'Em High                          |                          | Шериф Рэй Калхоун                               |
| 1968       | Дикий дикий запад                              | The Wild Wild West                     | Телесериал (1 эпизод)    | Шериф Бэггс                                     |
| 1968       | Изгои                                          | The Outcasts                           | Телесериал (1 эпизод)    | Моуз Скиннер                                    |
| 1969       | Скажи им, что Билли-Бой здесь                  | Tell Them Willie Boy Is Here           |                          | Шериф Фрэнк Уилсон                              |
| 1969       | Маятник                                        | Pendulum                               |                          | Заместитель шефа Джон П. Хильдебранд            |
| 1970       | Процесс в Андерсонвилле                        | The Andersonville Trial                | Телефильм                | Член совета военных судей                       |
| 1970       | Неуловимые мстители                            | The Mod Squad                          | Телесериал (1 эпизод)    | Кастор                                          |
| 1970       | Название игры                                  | The Name of the Game                   | Телесериал (2 эпизода)   | Шериф                                           |
| 1971       | Джонни взял ружье                              | Johnny Got His Gun                     |                          | Майк Бёркман                                    |
| 1971       | Чандлер                                        | Chandler                               |                          | Берни Оукмен                                    |
| 1971       | Дьявол и мисс Сара                             | The Devil and Miss Sarah               | Телефильм                | Маршал Данкан                                   |
| 1971       | Монти Нэш                                      | Monty Nash                             | Телесериал (2 эпизода)   | Маршал Данкан                                   |
| 1971       | Человек в городе                               | The Man and the City                   | Телесериал (1 эпизод)    | Джерри Донато                                   |
| 1971-1972  | О’Хара, Казначейство США                       | O’Hara, U.S. Treasury                  | Телесериал (2 эпизода)   |                                                 |
| 1971-1972  | Николс                                         | Nichols                                | Телесериал (2 эпизода)   |                                                 |
| 1971, 1973 | Адам-12                                        | Adam-12                                | Телесериал (2 эпизода)   |                                                 |
| 1972       | Самая длинная ночь                             | The Longest Night                      | Телефильм                | Отец Чейз                                       |
| 1972       | Ночной охотник                                 | The Night Stalker                      | Телефильм                | Шеф Мастерсон                                   |
| 1972       | Айронсайд                                      | Ironside                               | Телесериал (1 эпизод)    | Марвин Гринлиф                                  |
| 1973       | Денег куры не клюют                            | Money to Burn                          | Телефильм                | Нил Дэвис                                       |
| 1973       | Опасность!                                     | Emergency!                             | Телесериал (1 эпизод)    | Сержант полиции                                 |
| 1973       | Бэнион                                         | Banyon                                 | Телесериал (1 эпизод)    | Стив Кандерис                                   |
| 1973       | Хокинс                                         | Hawkins                                | Телесериал (1 эпизод)    | Капитан Бейтс                                   |
| 1973       | Миссия невыполнима                             | Mission: Impossible                    | Телесериал (1 эпизод)    | Стивенс                                         |
| 1974       | Парень и его собака                            | A Boy and His Dog                      |                          | Проповедник                                     |
| 1974       | Полицейская история                            | Police Story                           | Телесериал (2 эпизода)   |                                                 |
| 1976       | Убийца внутри меня                             | The Killer Inside Me                   |                          | Говард Хендрикс                                 |
| 1976       | Последний отблеск сумерек                      | Twilight’s Last Gleaming               |                          | Генерал ВВС Питер Крейн                         |
| 1976       | Опасное путешествие                            | Perilous Voyage                        | Телефильм                | Капитан Хэмфриз                                 |